# Oleg Minakow
Oleg Minakow, ros. Олег Минаков (ur. 18 lutego 1983) – rosyjski hokeista. 

## Kariera
- Kristałł Elektrostal (1999–2002)
- Amur Chabarowsk (2002–2005)
- Torpedo Niżny Nowogród (2005)
- Chimik Woskriesiensk (2005–2006)
- Kristałł Elektrostal (2006–2007)
- Amur Chabarowsk (2007–2008)
- Kristałł Elektrostal (2008–2009)
- HK Biełgorod (2008–2011)
- Dizel Penza (2011–2012)
- Mołot-Prikamje Perm (2012)
- Łada Togliatti (2012)